# Вдовиченко, Андрей Викторович
Андре́й Ви́кторович Вдовиче́нко (род. 12 марта 1967, Москва) — российский лингвист, философ, переводчик, доктор филологических наук, ведущий научный сотрудник Отдела теоретической лингвистики Института языкознания РАН, профессор кафедры теории языка и славистики филологического факультета ПСТГУ. Научные интересы — теория комплексной коммуникации, философия языка, вербальный процесс, семиотика, логика, сознание, теоретические модели, история языкознания, лингвокультурная ситуация эллинизма, тексты Септуагинты и Нового Завета.

## Биография
В 1992 году окончил Отделение классической филологии филологического факультета МГУ, специальность «филолог, преподаватель древних языков и античной литературы»
В 1992—1994 годах — преподаватель кафедры древних языков МГЛУ. С 1992 года также преподааёт на филологическом факультете ПСТГУ.
В 1994—1998 годах обучался в аспирантуре ИМЛИ РАН, в 1997—1998 годах получал стипендию по программе библейских исследований Vrije Universiteit (Амстердам), диплом по проблемам интерпретации языка Библии. Удостоен Первой премии Европейской Академии для молодых ученых СНГ за статью «Hebrew narrative syntax in the Septuagint and New Testament Greek» (1999).
С 2001 года — научный сотрудник Отдела теоретического языкознания ИЯз РАН. В 2004 году защитил в ИЯ РАН кандидатскую диссертацию «Проблемы интерпретации языка Септуагинты и Нового Завета», специальность 10.02.19 «Теория языка»; в 2014 году — докторскую диссертацию «Грекоязычные библейские тексты в предметной и дискурсивной моделях описания», специальности 10.02.19 «Теория языка» и 10.02.14 «Классическая, новогреческая и византийская филология».
С 2019 года проводит интердисциплинарный семинар «Коммуникация. Вербальный процесс. Кризис языковой модели»

## Научная деятельность
Развивает коммуникативную модель анализа и описания семиотических процессов.
```
О специфике коммуникативной модели: 
```

«В рамках коммуникативной модели „язык“ признается неэффективным средством концептуализации естественного вербального процесса, в то время как повсеместно метафора „язык“ не провоцирует сомнений, принимается по умолчанию как тождественно мыслимый объект исследования и как модуль при построении теоретической схемы.
Центральное место в коммуникативной модели занимает понятие коммуникативного (семиотического) (воз)действия (поступка), принципиально отличного от неакциональной „мысли“ (работы сознания в различных режимах): знаковые действия необходимы только для изменения внешних когнитивных состояний (или мыслимых как внешние, иные). Повсеместно знаковая деятельность смешивается (отождествляется) с когнитивными (психическими, аффективными, интеллектуальными) процессами.
В рамках коммуникативной модели вербальные данные (фонетические и графические комплексы произвольного состава, а также любые „знаки“ — жесты, рисунки, схемы, телодвижения и пр.), взятые в автономном не-коммуникативно-синтаксическом режиме, признаются пустыми формальными клише, или „фантиками, в которые ничего не завернуто“: так, „свист вообще“ не означает ничего. Их выделение в качестве элементов смыслообразования имеет условный характер, „знак назначается“. В области вербальных данных „язык“ и его „знаки“ помещаются в сферу клишированной коммуникативной практики (где он в реальности и обретается). Повсеместно знаки воспринимаются модулями „тело-значение“, самостоятельными слагаемыми смысла.
В рамках коммуникативной модели ключевое значение имеет единственный несомненный источник смыслообразования в любом (воз)действии — действующий субъект, обладающий активным сознанием и добивающийся изменений в мыслимых им внешних когнитивных состояниях. В семиотических случаях порождаются и интерпретируются только коммуникативные (воз)действия, или акциональный режим сознания семиотического актора. Некоммуникативные воздействия тоже могут интерпретироваться как действия субъекта, их понимание принципиально не отличается от понимания коммуникативных действий — в обоих случаях понимается обладатель сознания, интериоризируемый интерпретатором. Констатированный знаковый состав действия (слова, жесты, рисунки и пр.) не тождествен самому действию коммуниканта. Повсеместно, вместо коммуникативного действия, интерпретируются знаки, сопряженные со смыслом, и составленные из них тексты (иногда с некоторыми оговорками).
В рамках коммуникативной модели семиотическое действие принципиально мыслится более масштабным, иным, чем любой искусственно изолированный канал и
свойственные ему знаки (вербальный канал, жестовый, визуально-остенсивный, графический, акустический, и пр.). Семиотическое воздействие признается всегда
комплексным, многоканальным, многофакторным. Любой „язык“ (в том числе вербальный) на современной стадии развития знания и коммуникативной практики
поглощается полимодальной многофакторной коммуникацией (с соответствующими теоретическими последствиями для прежних локальных дисциплин — лингвистики,
психологии, истории, философии и пр.). Повсеместно семиотические процедуры интерпретируются в изолированных каналах (речевые акты, язык жестов, язык
пиктограмм, и пр.).
В рамках коммуникативной модели смыслопорождение рассматривается как развертывающийся процесс, с презумпцией динамики и „совершительности“ происходящего. Повсеместно создаются, скорее, статические модели „смыслосуществования“ в слове, знаке, языке, тексте и пр.» .
В области исследований «языка» Септуагинты и Нового Завета применение
коммуникативной модели ведет к переосмыслению лингвистического статусагрекоязычных библейских текстов 
В области теории вербального процесса коммуникативная модель предлагает процессуально-ориентированную программу исследования комплексной коммуникации, на основе понятий семиотического воздействия, семантической нетождественности автономного «знака», акционального режима индивидуального сознания как источника смыслообразования 
В области философии языка коммуникативная модель вводит «неаристотелевскую» логику (воз)действий, в том числе концепцию актуальных множеств, постулирует онтологический приоритет индивидуального сознания в когнитивных и семиотических процедурах, усиливает интердисциплинарный вектор, ставит под сомнение восприятие «знака» и «языка» (в том числе вербальных) в качестве тождественных объектов научной эвристики, выдвигает императив преодоления нетождественности (когнитивной и семиотической) в коммуникативных и некоммуникативных взаимодействиях 

## Основные работы
Монографии
- Расставание с «языком». Критическая ретроспектива лингвистического знания. [5]
- Казус «языка» Септуагинты и Нового Завета. Лингвистический метод за и против авторов. [6]
- Коммуникативный ажиотаж стиха. Заметки о природе поэзии. [7]

Статьи
- Vdovichenko A. From Relative Words to Universal Acts. The Limit in Studying «Language». Proceedings of the 39th SLE (Societas Linguistica Europaea) Congress, Bremen, 2006 P. 32-33.
- Атомистический принцип в концептуализации естественного вербального процесса: телесность алфавита и «языка» // Вопросы философии. [8]
- О несамотождественности языкового знака. Причины и следствия «лингвистического имяславия» [9]
- Вдовиченко А. В., Тарасов Е. Ф. Вербальные данные в составе коммуникативного действия: язык, текст, автор, интерпретатор [10]
- Текст и дискурс в свете коммуникативного смыслообразования [11]
- Vdovichenko A. If language is impossible to understand, what is understandable? [12]
- О поэзии с платоническим чувством. Наброски коммуникативной философии поэтического текста и «языка» [13]
- Порождение знака. О коммуникативной концепции семиозиса // Образы языка и зигзаги дискурса. Сборник научных статей к 70-летию В. З. Демьянкова. М.: Культурная революция, 2018 С. 143—155.
- Вера в знаки: об элементах семантического и лингвокультурологического исследования // Лингвокультурологические исследования. Логический анализ языка. Понятие веры в разных языках и культурах. [14]
- Вербальный процесс в зеркале чтения и письма [15]
- Vdovichenko A. Meaningful action, meaningless language. Why communication cancels language as an effective theoretical tool / Book of abstracts of the 2nd International Conference «Semiosis in Communication. Differences and similarities», National University of Political Studies and Public Administration (NUPSPA), Bucharest, 14-16 June, 2018
- С возвращением, автор, но где же твой текст и язык? О вербальных данных в статике и динамике // Часть 1: Вопросы философии. 2018. № 6. С. 156—167; Часть 2: Вопросы философии. 2018. № 7. С. 57-69.
- Факт сознания и коммуникативное действие: краткий эксперимент // Вопросы психолингвистики. 2 (40). 2019. С. 30-41
- Смыслообразование в логических парадоксах: принцип коммуникативной определённости // Часть 1; Вопросы философии. 2020. № 2. С. 71-85; Часть 2; Вопросы философии. 2020. № 3. С. 107—118; Часть 3. Вопросы философии 2020. № 4. С. 143—160.